# Disszeminált intravaszkuláris koaguláció
A disszeminált intravaszkuláris koaguláció (DIC) egy súlyos betegségi állapot mely esetén vérrögök keletkeznek a test minden részében, megakadályozva a véráramlást. A tünetei között szerepel mellkasi fájdalom, légszomj, végtagi fájdalom, beszédprobléma vagy általános mozgási probléma. Mivel a véralvadáshoz szükséges anyagok elhasználódnak így elállíthatatlan vérzés kísérheti.
Két fő esete az „akut” (gyors lefolyású) és a „krónikus” (hosszú idő alatt lezajló) előfordulás.